# Jardim do Príncipe Real
O Jardim do Príncipe Real, oficialmente designado Jardim França Borges, é um jardim situado em Lisboa, localizado perto do Bairro Alto, este jardim de traçado romântico, foi construído em meados do séc. XIX. Como aspectos a assinalar temos a existência de um Cedro-do-Buçaco (Cupressus lusitanica), com mais de 20 metros de diâmetro, e que é uma das árvores que está classificada como sendo de interesse público neste local, e o reservatório subterrâneo de água da Patriarcal. O mercado semanal de produtos de agricultura biológica realizado aos sábados é um dos muitos eventos que aqui se realizam.

## Património Edificado e Artístico
Vários elementos de estatuária, com destaque para a escultura do Mestre Lagoa Henriques, em memória do 1º Centenário da Morte de Antero de Quental, Lago, Reservatório de Água da Patriarcal (1864) com uma forma octogonal com 31 pilares de 9,25 m de altura e uma capacidade de 880 m3 e que hoje faz parte do Museu da Água da EPAL.

## História

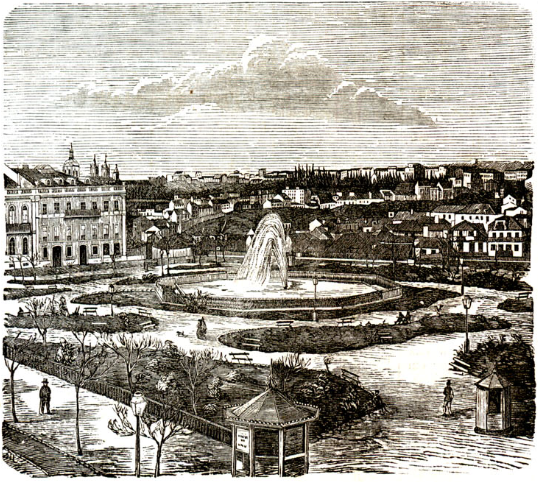
A Praça da Patriarcal Queimada, em litografia de 1873.

No século XV este local era conhecido por Alto da Cotovia, onde, em finais do século XVII, o filho do marquês de Alegrete - João Gomes da Silva Teles, projectou a construção de um palácio, depois abandonado e ficando em ruínas, sendo em 1740 a lixeira do Bairro Alto.
Estas terras foram então vendidas à Companhia de Jesus, cujos padres limparam o local e mandaram construir o Colégio das Missões, depois destruído com o terramoto de Lisboa, de 1755. Aí se iniciou a nova Sé Patriarcal, mas sofreu um incêndio que a destruiu, ficando ao abandono. Por volta de 1789, o visconde de Vila Nova de Cerveira sugeriu o aproveitamento destas ruínas para a construção do Real Erário, a Tesouraria Central do Reino, mas cujas obras se tornaram tão dispendiosas que o projecto acabou por ser esquecido em 1797. Em 1830 era um local de entulho, que a Câmara mandou limpar para ali colocar uma praça. Construiu-se então um jardim com características românticas, segundo uma traça datada de 1853 e designada por Praça do Príncipe Real em 1859. Nos anos 50, foi chamada por Largo de D. Pedro V; e entre 1911 e 1919, de Praça Rio de Janeiro, tendo retomado o seu nome em homenagem ao filho primogénito de D. Maria II. Em 1861 iniciaram-se os trabalhos de terraplenagem da praça; em 1863 a Companhia das Águas terminou a construção do Reservatório de Água da Patriarcal que, para além, de abastecer o jardim fazia a ligação com diversos chafarizes de Lisboa: Século, Loreto e S. Pedro de Alcântara. Em 1869 promoveu-se à iluminação e ajardinamento do local, segundo projecto do jardineiro João Francisco da Silva. O jardim com um área de 1,2 ha, foi concebido segundo o gosto romântico inglês e organizado à volta de um grande lago octogonal com repuxo. Nele se destacam várias espécies arbóreas, salientando-se o enorme cedro-do-Buçaco, o ex-libris da praça, com vinte metros de diâmetro. Possui canteiros de recorte simétrico com plantas e flores multicolores e pequenos arbustos. Oficialmente designado Jardim França Borges em 1915 quando ali colocaram um busto dedicado a este jornalista republicano em sua homenagem.